# 透明雜誌
透明雜誌（TOUMING MAGAZINE / トウミンマガジン）は台湾出身のオルタナティヴ・ロックバンド。2006年に台北で結成された。
影響を受けたと公言しているバンドは、ピクシーズ、ウィーザー、ソニック・ユース、スーパーチャンク、キャップン・ジャズなど。日本のバンドでは、NUMBER GIRLからの影響を公言しており、バンド名"透明雜誌"の由来にもなっている。

## メンバー
- 洪申豪　Guitar,Vocal　（2016年より新バンド・VOOIDを新たにスタートさせている）
- 張盛文　Guitar
- 唐世杰　Drums
- 林書緯　Bass

## ディスコグラフィー

### アルバム
- 我們的靈魂樂（2010年）
  - 邦題 : 僕たちのソウルミュージック

### EP
- 透明雜誌 4 TRACKS EP（2007年）
- 透明雜誌FOREVER EP（2012年）